# Alison Nigh-Strelich
Alison Nigh-Strelich (* 20. Jahrhundert) ist eine US-amerikanische Fotografin.
Nigh-Strelich studierte am Brooks Institute of Photography in Santa Barbara. Sie war als Fotografin aktiv und nahm an Wettbewerben teil. Später wechselte sie in das Filmgeschäft. Während sie für 15 Jahre lehrend am Brooks Institute tätig war, inszenierte und produzierte sie 1986 den Kurzdokumentarfilm Debonair Dancers, für den sie bei der Oscarverleihung 1987 für den Oscar in der Kategorie Bester Dokumentar-Kurzfilm nominiert war. Später arbeitete sie als Lehrerin und ist seit Jahren ausschließlich als Fotografin tätig.